# Margit Lamm
Margit Selma Lamm, född 15 mars 1895 i Stockholm, död 17 april 1978, var en svensk barnbibliotekarie.

## Biografi

### Uppväxt, studier och yrkesliv
Margit Lamm föddes 1895 som fjärde barnet till Oscar Lamm och Louise (Lilly) Lipschütz, och växte upp i en syskonskara med fyra systrar och en bror. Familjen var välsituerad, men barnen uppfostrades i stor enkelhet. Respekt för andra människor oavsett bakgrund inpräntades från början.
1912 avslutade Margit Lamm Anna Sandströms skola och 1914 började hon som timtjänstgörande vid Stockholms barn- och ungdomsbibliotek, Sveriges första barn- och ungdomsbibliotek som hade öppnats på privat initiativ 1911. Där blev Margit Lamm kvar så länge det existerade och började därefter på Stockholms stadsbibliotek i oktober 1927, redan innan det nya huvudbiblioteket öppnade 31 mars 1928. Dess barn- och ungdomsavdelning blev hon trogen hela sitt yrkesverksamma liv. Hon gick i pension 1960 och dog vid 83 års ålder 1978.

### Privatliv
Margit Lamm var mycket mån om sitt privatliv och familjens egendom Ekenäs i Sörmland. Hon var en stor naturvän, åkte långfärdsskridskor, och omgav sig med många vänner. Hennes största intresse, förutom stadsbiblioteket, var musik.

## Margit Lamms Minnesfond
Margit Lamm efterlämnade en donation, Margit Lamms Minnesfond, som ger barn- och ungdomsbibliotekarier vid Stockholms stadsdelsbibliotek möjligheter att utomlands samla kunskaper, erfarenheter och inspiration i sin yrkesverksamhet. 
| ”                                                  | §1 Fonden benämnd Margit Lamms Minne har instiftats i avsikt att dess avkastning skall utdelas som stipendier för utlandsstudier till begåvad, biblioteksanställd personal i syfte att stimulera deras intresse för barns och ungdomars läsvanor. | „ |
| – Stadgar för Margit Lamms Minnesfond (1994-04-12) | |   |

Fondens kapital förvaltas av Stockholms kommuns drätselnämnd i samförvaltning med övriga fonder. Stipendier ur Margit Lamms minnesfond kan sökas vid två tillfällen under året, vanligen 1 mars och 1 oktober. Uttagandet av stipendiater handläggs preliminärt - efter beredning av stadsbibliotekarien - av en delegation, bestående av biblioteksnämndens (jämställd) ordförande, tillika självskriven ordförande, stadsbibliotekarien, barnbibliotekskonsulenten (jämställd) samt en representant för bibliotekariernas fackliga organisationer.